# Gustaf Adolfs torg (Gotemburgo)
A Gustaf Adolfs torg (LITERALMENTE Praça de Gustavo Adolfo) é uma praça do centro histórico da cidade de Gotemburgo, na Suécia.

Em 1854, passou a ser a praça principal da cidade, mudando o nome de Stora Torget (Praça Maior) para Gustaf Adolfs Torg, ao receber a estátua do rei Gustavo Adolfo, o fundador de Gotemburgo.

Tem cerca de 6 300 m², e está limitada a leste pela rua Östra Hamngatan e a sul pelo Grande Canal de Gotemburgo (Stora Hamnkanalen).

À volta da praça ficam vários edifícios emblemáticos da cidade: A Câmara Municipal (Rådhuset), a Bolsa (Börsen) e a Administração Municipal (Stadshuset).